# (19370) Yukyung
(19370) Yukyung est un astéroïde de la ceinture principale.

## Description
(19370) Yukyung est un astéroïde de la ceinture principale. Il fut découvert le 25 décembre 1997 à Haleakala par le programme NEAT. Il présente une orbite caractérisée par un demi-grand axe de 2,65 UA, une excentricité de 0,16 et une inclinaison de 15,4° par rapport à l'écliptique.

## Compléments